# 溪麗脂鯉
溪麗脂鯉（学名：Astyanax rivularis）為輻鰭魚綱脂鯉目脂鯉亞目脂鯉科的一個種，為熱帶淡水魚，其种加词“rivularis”意为“溪边的”。分布於南美洲聖弗朗西斯科河流域，體長可達9.9公分，棲息在底中層水域，生活習性不明。